# Frank Peeters (Fotograf)
Frank Peeters (* 1947 in Antwerpen) ist ein belgischer Kunstfotograf.

## Künstlerische Laufbahn
Peeters’ internationaler Durchbruch begann 1983 nach dem Gewinn des ersten Preises im Biennal Internacional de Arte Fotografica / Escola Panamericana del Arte São Paulo, Brasilien, gefolgt von internationalen Ausstellungen und Publikationen. Grüße aus Belgien wurde vom 3. März bis 17. April 1984 in The Photographers Gallery in London ausgestellt.

### Rezension
Dorothy Bohm, Mitbegründerin The Photographers' Gallery: Frank Peeters Fotos haben Geheimnisse und Fremdheit, die den Betrachter intrigieren und das Bild unvergesslich machen. Die Bilder sind am sorgfältigsten komponiert und obwohl organisiert scheinen wie „Geschehnisse“. Steinskulpturen, Himmel und Wolken, starke Schatten, die menschliche Figur sind Teil von Peeters Einstellung und seine trauminspirierte Welt. Er hat viele originelle Ideen und es gelingt, diese in Bilder zu übersetzen. Er teilt seine Traumwelt mit uns in seinen Fotos.

## Auszeichnungen
- 1983: First Prize le Biennal Internacional de Arte Fotografica / Escola Panamericana del Arte São Paulo, Brasilien[9][10][11]
- 1982: Associateship (ARPS) of the Royal Photographic Society, Bath, United Kingdom (ARPS)[12]
- 1981/82 - 1982/83 - 1983/84 - 1984/85 - 1987/88: 1st prize Nikon,Japan. Photo Contest International,[13]

## Einzelausstellungen (Auswahl)
- 1983 Galerie Paule Pia, Antwerpen, Belgien – Visions[14]
- 1984 The Photographers' Gallery, London, Vereinigtes Königreich – Greetings from Belgium[15]
- 1984 Studio Ethel, Boulevard St. Germain, Paris, Frankreich – Contrasts[16]
- 1984 Photofactory, Chateau Neuf, Oslo, Norwegen – Greetings from Belgium[17]
- 1985 Galerie The Compagnie, Hamburg, Deutschland – Contrasts & Visions[18]
- 1985 Nikon Gallery, London, Vereinigtes Königreich – Contrasts[19]
- 1986 La Boîte à Images, Bern, Schweiz – Contrasts & Visions[20]
- 1986 Galerie Nei Liicht, Dudelange, Luxemburg – Contrasts[21]
- 1988 The Swan Tower, Kleve, Deutschland – Retrospective 1980/87[22]

## Neue Belgische Fotografie
- Brewery Arts Centre, Kendal, Vereinigtes Königreich New Belgian Photography 1984 – Frank Peeters, Carl Fonteyne, Pierre Cordier und Hubert Grooteclaes Exhibition New Belgian Photography, 3. Oktober – 3. November 1984, organisiert von Frank Peeters[23][24][25]

## Publikationen (Auswahl)
- 1983: Iris Brasilien, Portfolio Visions[26]
- 1985: Iris Foto Brasilien, Portfolio Contrasts, Do prosaico ao surrealismo[27]
- 1986: Foto, Niederlande, Portfolio Contrasts[28]
- 1987: Creative Photography England, Portfolio Contrasts[29][30]
- 1985: Photo, Schweiz, Portfolio Contrast & Visions[31]
- 1988: Photographie, Schweiz, Portfolio Contrasts[32]
- 1989: Professional Photography, (Professionelle Fotografie), Niederlande,[33]
- 1989: Pentax Family Japan Portfolio Contrasts[34][35][36]

## Werke in öffentlichen Sammlungen (Auswahl)
- Centre Georges Pompidou Musée National d’Art Moderne, Paris, Frankreich – Portfolio Visions[37]
- National Museum of Photography Dänemark Det Kongelige Bibliotek, Kopenhagen, Dänemark. – Portfolio Visions[38]
- Museum für Kunst und Gewerbe Hamburg (Museum of Arts and Crafts),Deutschland. – Portfolio Visions[39]
- Musée Nicéphore Niépce Museum of Photography, Chalon-sur-Saône, Frankreich – Portfolio Visions[40]
- The Fox Talbot Museum (National trust collections National Trust for Places of Historic Interest or Natural Beauty) Lacock Abbey Wiltshire, Vereinigtes Königreich – Portfolio Visions[41][42]

## Monografien
- Frank Peeters Copyright, Monographie, Edition Schwanenburg im Artcolor-Verlag, Hamm 1988, ISBN 3-89261-402-4.
- Contrasts & Visions, Frank Peeters, 1983 Introduction by B.Coe, I.Leijerzapf, D.Bohm, K.Van Deuren, R.Lassam[43]
- Selection of work by Frank Peeters (monography) 1987 Royal Photographic Society, Bath, Vereinigtes Königreich[44][45]
- Frank Peeters - Photographs 1970–1990, 2008, (13×11 in, 33×28 cm)[46]